# The Westerners
Pour les articles homonymes, voir The Westerner.
Pour plus de détails, voir Fiche technique et Distribution.
The Westerners est un film américain réalisé par Edward Sloman et sorti en 1919.

## Synopsis
Michael Lafond, un métis, jure de se venger après que Jim Buckley l'a forcé à descendre du train car il avait insulté une femme. Michael tue Prue Welch, la femme d'un professeur venant de la Nouvelle Angleterre, et kidnappe leur fille Molly. Michael élève Molly comme si elle était sa propre fille, mais 15 ans plus tard, il la force à devenir danseuse dans l'établissement qu'il vient d'ouvrir. Il complote dans le but de ruiner Jim, devenu un personnage important des Black Hills. Il y arrive au point que Jim doit se battre pour quitter la ville, malgré l'aide de Cheyenne Harry, le prétendant de Molly. Michael poursuit Jim à cheval, mais dans la bagarre, il tombe à l'eau et se tue. Jim retourne chez lui et y retrouve Molly heureuse avec Cheyenne Harry.

## Fiche technique
- Titre original : The Westerners
- Réalisation : Edward Sloman
- Scénario : Richard Schayer d'après un roman de Stewart Edward White
- Intertitres : Stewart Edward White
- Photographie : John F. Seitz
- Production : Benjamin B. Hampton
- Société de production : Benjamin B. Hampton Productions, Great Authors' Pictures
- Société de distribution : Pathé Exchange
- Pays d'origine :  États-Unis
- Langue originale : anglais
- Format : Noir et blanc  — 35 mm — 1,33:1 — Film muet
- Genre : Western
- Durée : 70 minutes (7 bobines)
- Date de sortie: États-Unis : août 1919
- Licence : Domaine public

## Distribution
- Roy Stewart : Cheyenne Harry
- Robert McKim : Michael "Black Mike" Lafond
- Wilfred Lucas : Jim Buckley
- Mildred Manning : Prue Welch / Molly Lafond
- Mary Jane Irving : Molly Welch, enfant
- Graham Pettie : Professeur Welch
- Frankie Lee : Dennis
- Clark Comstock : Lone Wolf
- Dorothy Hagan : Bismarck Annie